# Conrado de Urach
Konrad von Urach O. Cist. (Bad Urach, 1170? — Bari, 30 de setembro de 1227) foi um abade e cardeal da Igreja Católica de origem badeniana, ligado à Casa de Zähringen. De família nobre, filho do conde Higino IV de Urach e Inês de Zähringen, ele se tornou um monge cisterciense, tornando-se abade e então foi proclamado cardeal-bispo pelo Papa Honório III.

## Biografia
Para Conrado, que levava o nome de Zähringer, o caminho eclesiástico já estava traçado no seu nascimento e foi provavelmente desde 1189 cônego da Catedral de Liège, onde seu tio-avô Rodolfo, irmão de Bertoldo IV de Zähringen, foi bispo de 1167 a 1191. A escola da catedral deu ao jovem uma educação sólida. Depois da sua entrada, ocorrida em 1199, na Abadia de Villers-Bettnach, filiada à de Clairvaux, tornou-se monge cisterciense e a partir de 1208 (ou de 1209) está comprovada a sua nomeação como abade. Em 1213 (ou 1214) mudou-se para a Abadia de Clairvaux, da qual se tornou abade; em 1217 tornou-se abade da de Cîteaux, a primeira, por fundação, abadia da Ordem de Cister.
Como abade, primeiro de uma abadia primária, sucessor de Bernardo de Clairvaux, e depois da primeira abadia cisterciense, a de Cister, portanto representante da mais alta autoridade da Ordem (Abade-geral), ele definiu a organização e as políticas desta comunidade monástica europeia amplamente ramificada. Foi o responsável pela introdução do Salve Regina no encerramento do ofício noturno. No início de 1219, após negociações bem-sucedidas entre a Ordem Cisterciense e o Papado, foi nomeado cardeal-bispo do Porto e de Santa Rufina e consagrado pelo Papa Honório III. Em 1219, 1223/1224 e 1226/1227 Conrado conduziu seus negócios oficiais na Cúria, entre os quais o cardeal foi legado papal na França (1220-1223; pela Cruzada Albigense, reforma do mosteiro) e na atual Alemanha (1224-1226; publicidade da cruzada, conflitos eclesiásticos). Enquanto na França, em 1220 concedeu seus primeiros estatutos à Faculdade de Medicina de Montpellier, que é, portanto, a mais antiga faculdade de medicina em atividade no mundo.
Mas é precisamente sua atividade de legado na Alemanha que mostra a rede de relações familiares, políticas e eclesiásticas na qual Conrado se envolveu. A área geográfica de sua influência estendia-se do Baixo Reno e Lorena ao sudoeste da Alemanha, da Baviera à Saxônia. No verão de 1224, a fim de permanecer no sudoeste da Alemanha ou com a política familiar dos Condes de Urach, um contrato foi celebrado entre o imperador Frederico II e a Igreja de Estrasburgo, entre outras coisas, por causa de um antigo feudo da igreja de Zähring em Offenburg; o contrato foi intermediado por Conrado. Um pouco mais tarde, provavelmente também por meio da mediação de Conrado, o rei Henrique VII e o conde Higino V concordaram em Speyer a respeito da herança de Zähringer; o contrato foi finalmente confirmado pelo imperador Frederico II em 8 de julho de 1226 "por admiração pelo cardeal-bispo Konrad" e Higino, que estava na oposição por causa das disputas de herança, foi agraciado. Em 8 de janeiro de 1225, o cardeal legado Conrado assinou uma escritura em Schaffhausen para o mosteiro de Sankt Georgen im Schwarzwald, que havia queimado no ano anterior. No outono de 1225, o irmão de Conrado, Higino V, estava com ele na Saxônia para discutir questões familiares. Nas várias negociações, não apenas na Alemanha, Conrado ajudou que os condes de Urach, através de Inês de Zähringer, fossem amplamente relacionados às linhas laterais zähringianas dos Margraves de Hachberg e dos Duques de Teck, com os Wittelsbachers, os Duques de Namur, com o arcebispo Engelberto de Colônia, os condes da Holanda, Dagsburg e Geldern, com os Hohenstaufen e a dinastia capetíngia.
Na primavera de 1226, o segundo mandato como legado papal terminou e o cardeal voltou a Roma. Ele interveio nas negociações com a Liga Lombarda (entre 1226 e 1227) e apoiou os preparativos imperiais para a cruzada iminente. Ele deveria seguir os cruzados para a Terra Santa, mas morreu enquanto viajava em Bari, em 30 de setembro de 1227. Seu corpo foi transferido para a França e enterrado em uma tumba de mármore no mosteiro de Clairvaux.
É venerado como beato pelos cistercienses, com a data de veneração em 30 de setembro.

## Conclaves
- Eleição papal de 1227 - foi eleito papa nesta eleição, mas declinou do papado, assim foi eleito o cardeal Ugolino dei Conti di Segni como Papa Gregório IX.[2][4]